# The Pyramids (Gebäudekomplex)

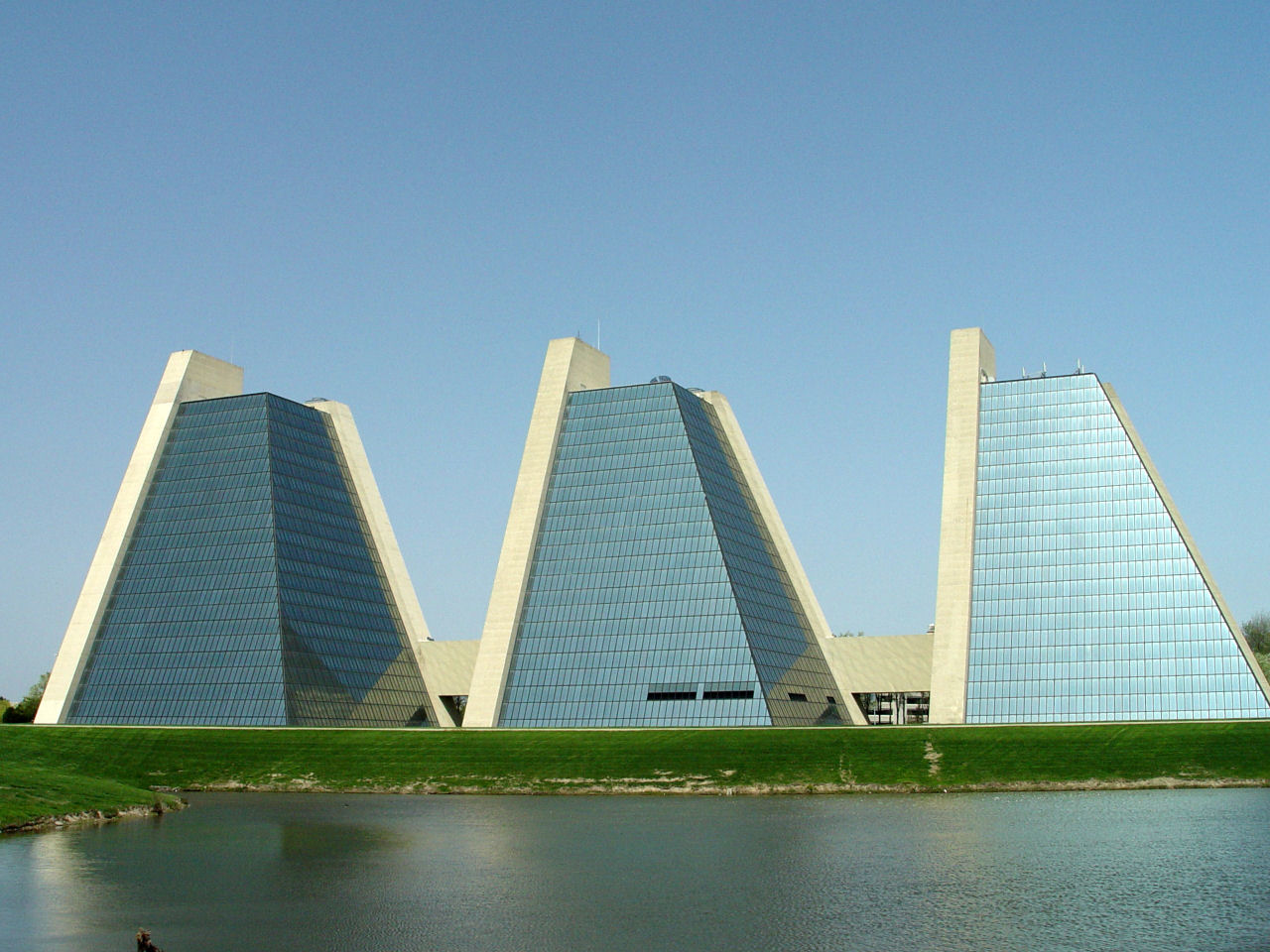
The Pyramids

The Pyramids (früher: College Life Insurance Company of America Headquarters) ist ein Bürokomplex in der US-amerikanischen Stadt Indianapolis, der 1972 fertiggestellt wurde. Er besteht aus drei pyramidenförmigen Gebäuden.
Der Gebäudekomplex befindet sich im Nordwesten von Indianapolis am DePauw Boulevard in der Nähe des Interstate Highways. Er ist Teil eines losen, größeren Komplexes, des College Parks. Die drei Gebäude liegen auf einer Wiese vor einem See und sind auf der Landseite in direkter Umgebung weitgehend von Parkplätzen umgeben. 
The Pyramids wurde vom Architekturbüro Kevin Roche John Dinkeloo & Associates aus Hamden, Connecticut, entworfen und als Hauptquartier der College Life Insurance Company of America erbaut. Um genügend Platz zur Lagerung von Versicherungsakten sicherzustellen, waren im ursprünglichen Plan neun Gebäude vorgesehen. Fortschritte in der Computertechnologie machten sechs davon unnötig. Die Räumlichkeiten sind heute von verschiedenen Unternehmen belegt.
Der Komplex besteht aus drei vierseitigen stumpfen Pyramiden, die auf der Süd- und der Ostseite schräge Glasfronten und auf der Nord- und Westseite senkrechte Betonwände aufweisen. Sie sind 47,85 Meter hoch und erstrecken sich über elf Stockwerke. Über erhöhte sowie im Untergrund liegende Durchgänge sind sie miteinander verbunden. Die einzelnen Gebäude werden Pyramid I, Pyramid II und Pyramid III genannt.